# استافردن
استافردن (به هلندی: Staverden) یک شهرک با حقوق شهرک و روستای سابق و روستا در هلند است که در ارملو واقع شده‌است. استافردن ۳۰ نفر جمعیت دارد.